# Ashford (Connecticut)
Ashford és un poble del Comtat de Windham (Connecticut) dels Estats Units d'Amèrica.

## Demografia
Segons el cens del 2005 tenia 4.416 habitants. Segons el cens del 2000, Ashford tenia 4.098 habitants, 1.578 habitatges, i 1.084 famílies. La densitat de població era de 40,8 habitants per km².
Dels 1.578 habitatges en un 34,5% hi vivien nens de menys de 18 anys, en un 56,5% hi vivien parelles casades, en un 8,5% dones solteres, i en un 31,3% no eren unitats familiars. En el 20,6% dels habitatges hi vivien persones soles el 6% de les quals corresponia a persones de 65 anys o més que vivien soles. El nombre mitjà de persones vivint en cada habitatge era de 2,59 i el nombre mitjà de persones que vivien en cada família era de 3,05.
Per edats la població es repartia de la següent manera: un 25,6% tenia menys de 18 anys, un 8,5% entre 18 i 24, un 32% entre 25 i 44, un 25,6% de 45 a 60 i un 8,3% 65 anys o més.
L'edat mediana era de 36 anys. Per cada 100 dones de 18 o més anys hi havia 98,1 homes.
La renda mediana per habitatge era de 55.000 $ i la renda mediana per família de 61.693 $. Els homes tenien una renda mediana de 42.117 $ mentre que les dones 31.942 $. La renda per capita de la població era de 26.104 $. Aproximadament el 3,4% de les famílies i el 5,9% de la població estaven per davall del llindar de pobresa.